# Vikedal
Vikedal är en tätort och kyrkby i Vindafjords kommun i Rogaland fylke i sydvästra Norge. Orten ligger där fylkesväg 46 möter fylkesväg 4752, på östra sidan av Sandeidfjorden. Här finns Vikedals kyrka.
Orten utgjorde tidigare centralort i dåvarande Vikedals kommun.

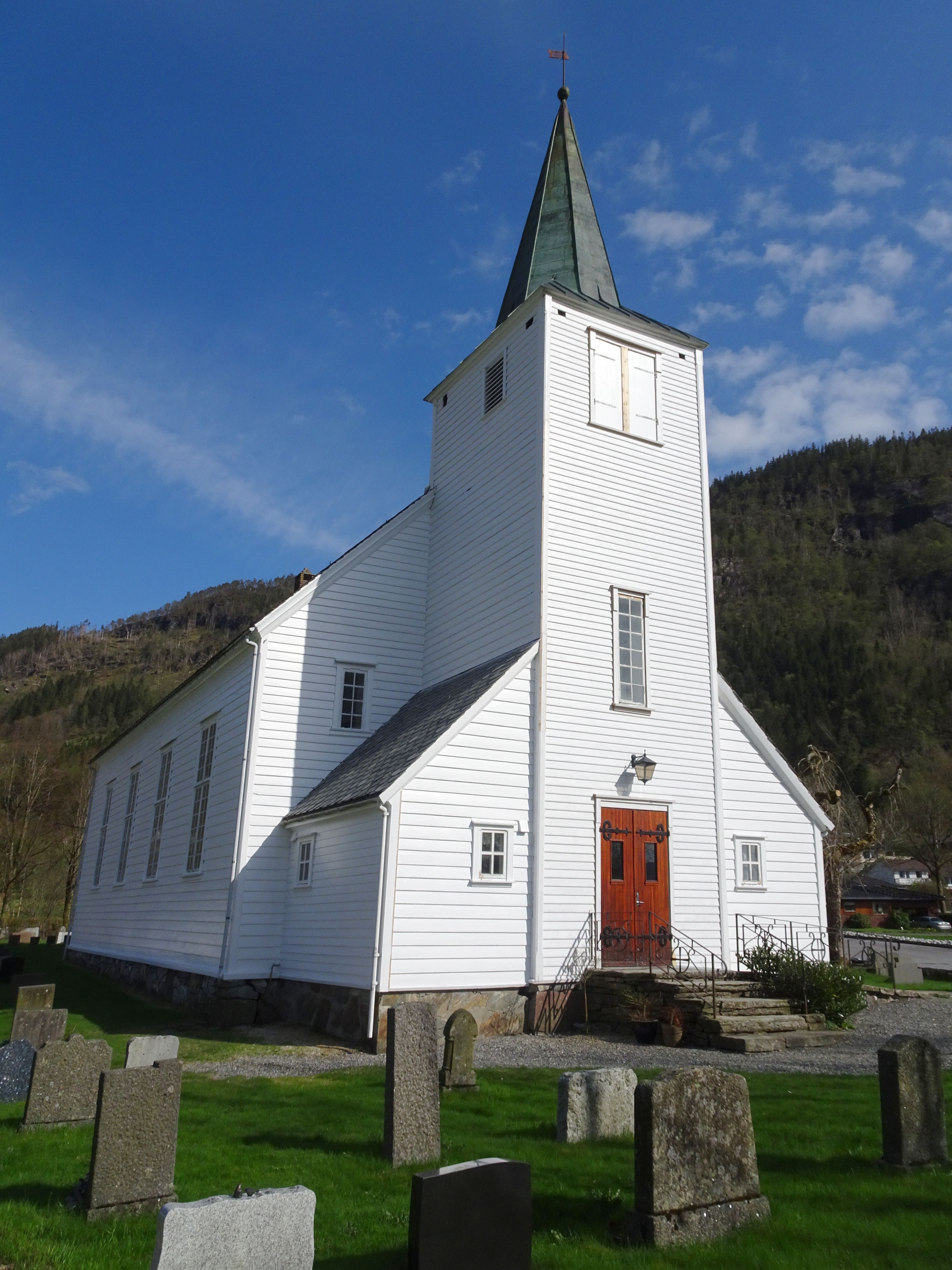
Vikedals kyrka.